# Hypericum androsaemum
Hypericum androsaemum, conhecido como androsemo, erva-da-pedra, erva-mijadeira, mijadeira, mas mais por hipericão-do-Gerês, por se dar bem no Parque Nacional da Peneda-Gerês, é uma espécie de planta com flor pertencente à família Hypericaceae. 
Esta planta tem preferência por locais sombrios e frescos, embora se adapte a uma boa exposição solar. No entanto, locais com muita sombra diminui a produção de flores. Do ponto de vista edáfico, elege solos ácidos, preferencialmente argilosos, ricos em matéria orgânica, húmidos e bem drenados.

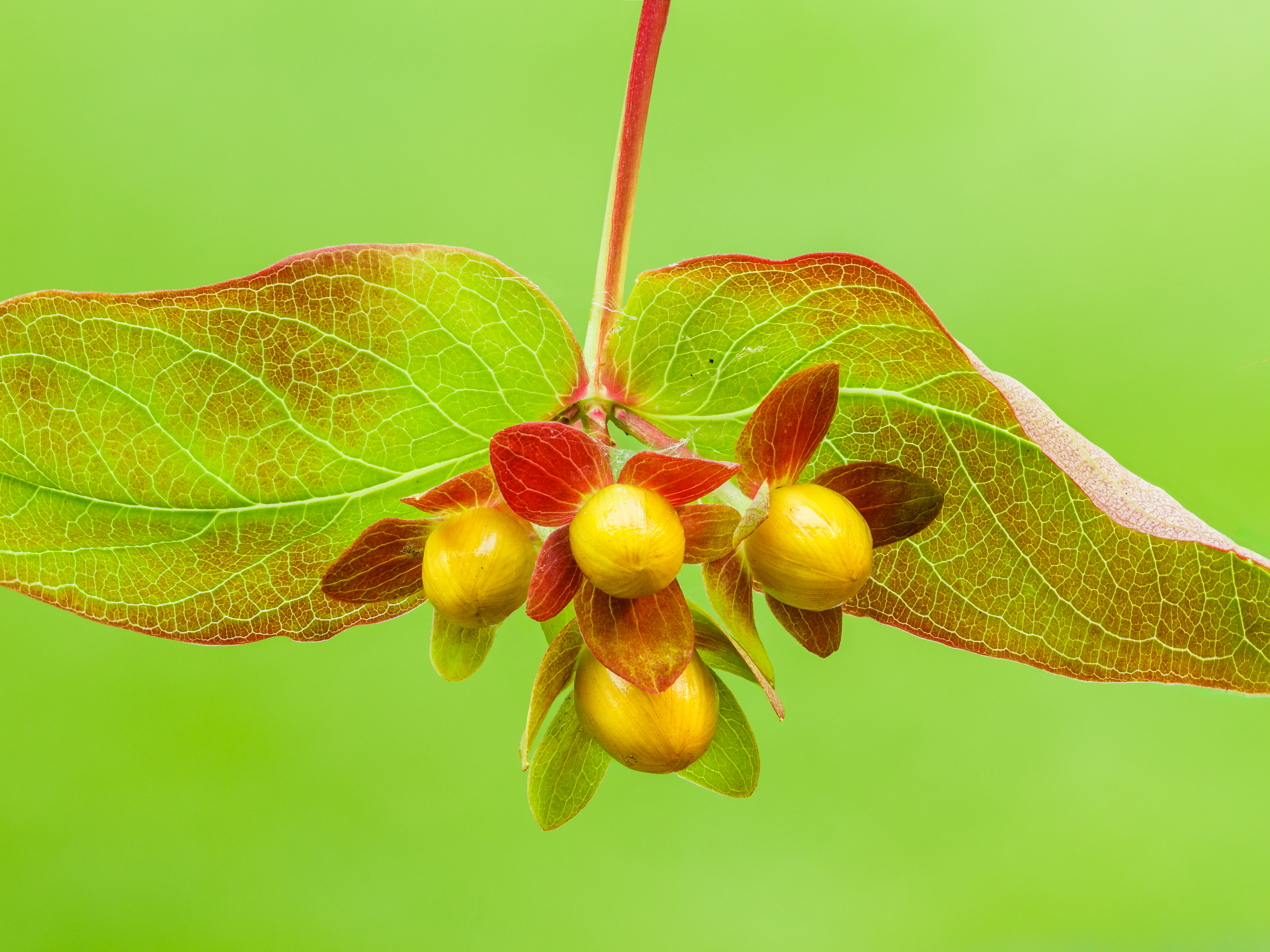
Botões florais de uma planta herbácea (Hypericum androsaemum).

A autoridade científica da espécie é L., tendo sido publicada em Species Plantarum 2: 784. 1753.

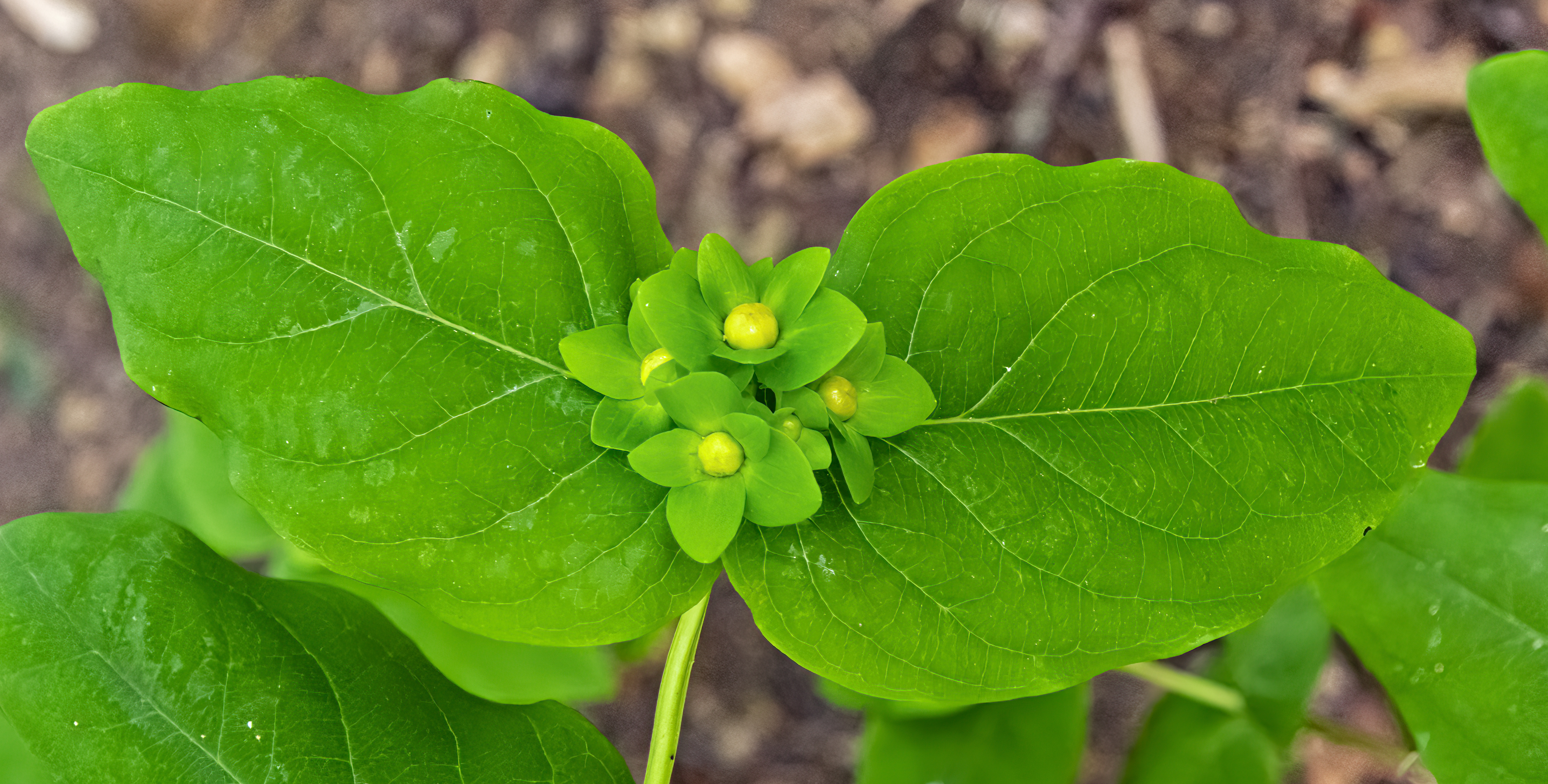
Folhas e botões.
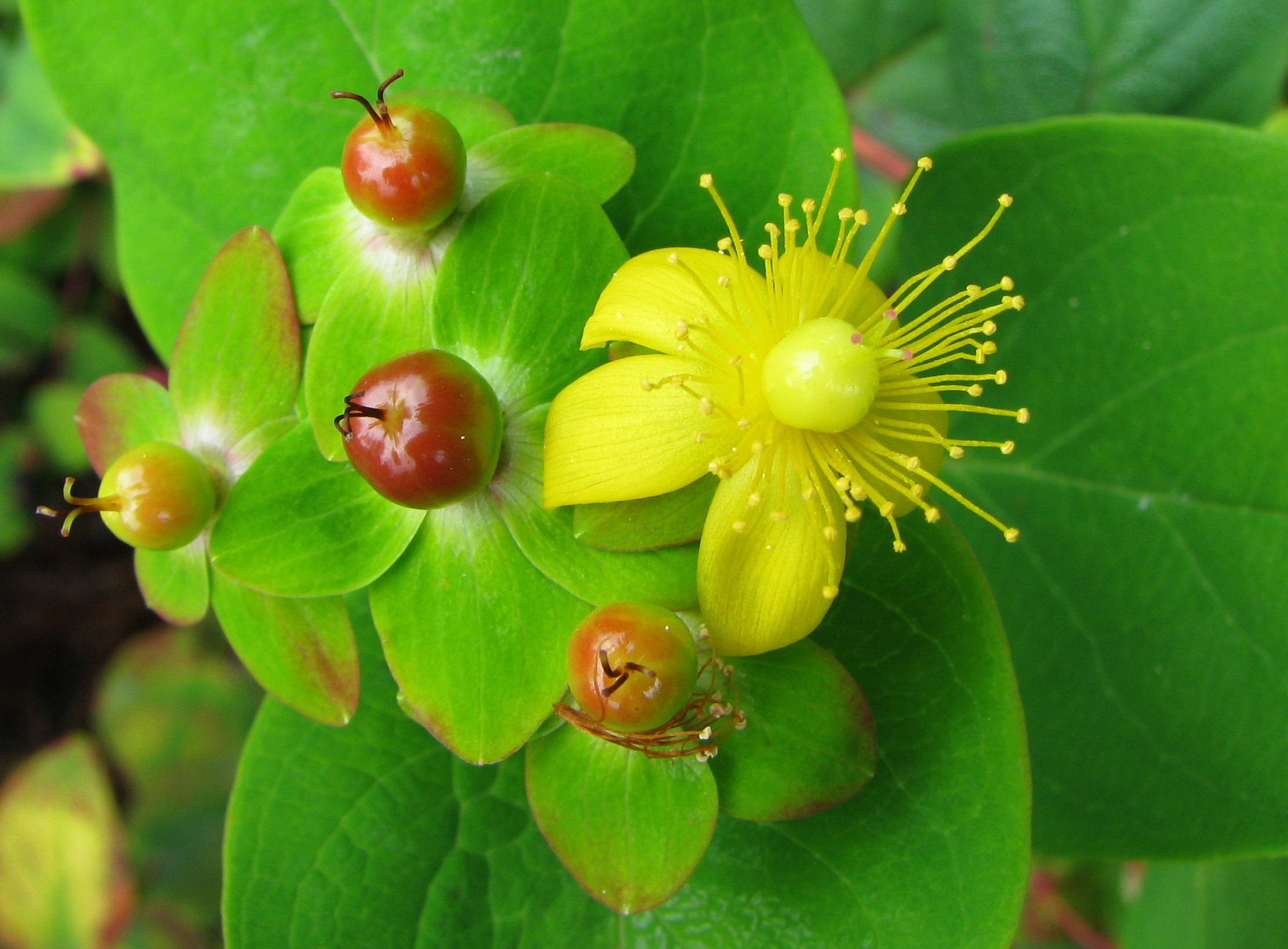
Flor
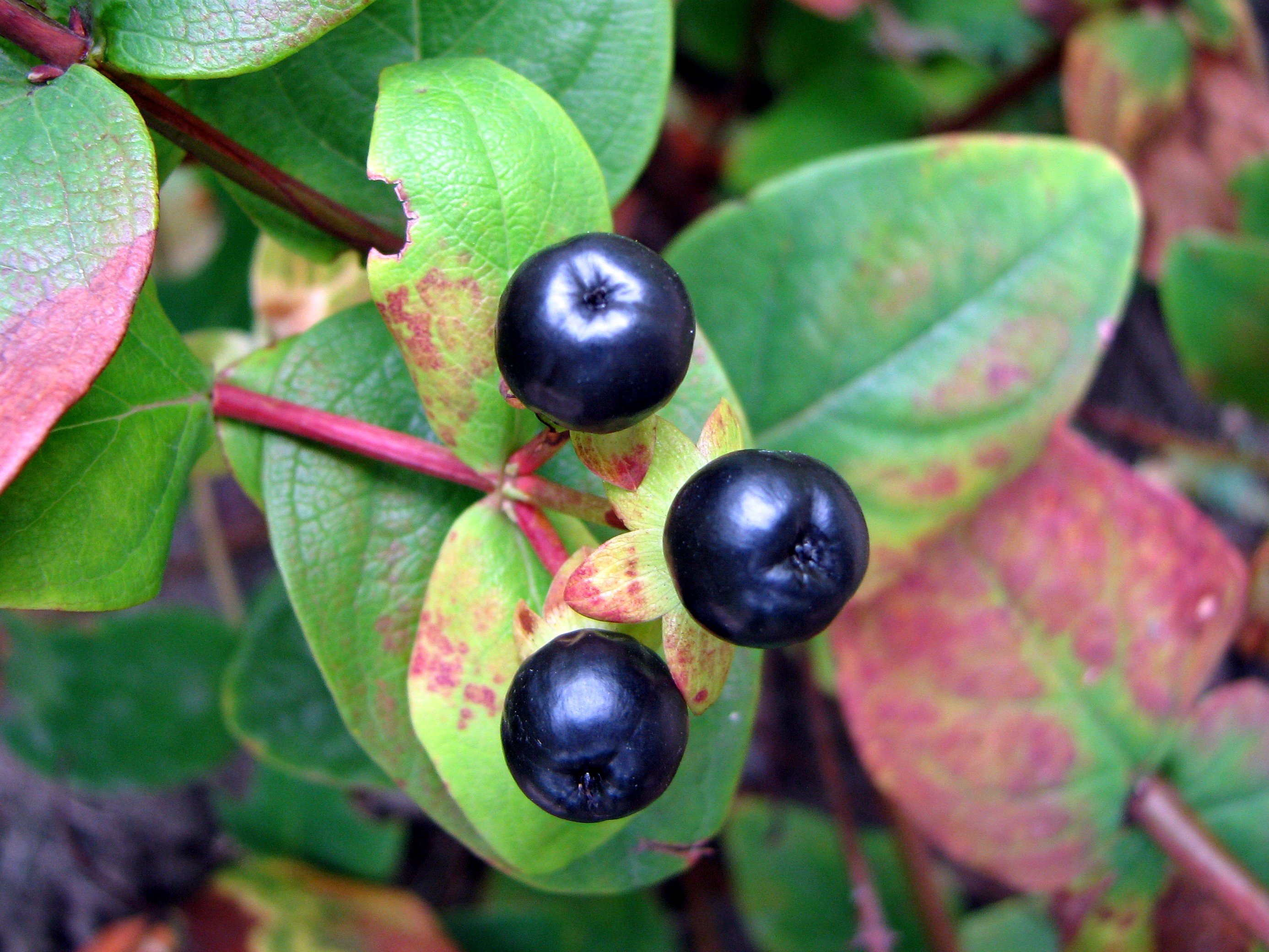
fruta

## Características medicinais
O hipericão-do-Gerês é tradicionalmente cultivado pelas suas propriedades medicinais e farmacológicas, sendo uma planta rica em glândulas secretoras de resinas e óleos essenciais.
A parte aérea florida da planta é a mais utilizada, sendo-lhe atribuída propriedades sedativas, diuréticas, digestivas, antidepressivas, hepatoprotetoras e cicatrizantes.
A infusão de folhas e flores secas de hipericão-do-Gerês funciona como um tranquilizante natural e é utilizada no tratamento de perturbações nervosas, insónias, depressões, doenças hepáticas e digestivas. Externamente ajuda a cicatrizar feridas, a tratar queimaduras e contusões e a evitar a inflamação destas.
Porque todas as plantas têm contraindicações e efeitos colaterais, aconselha-se a supervisão médica na toma desta infusão, uma vez que esta pode interagir com a ingestão de outro tipo de medicação, causando maior ou menor ação dos mesmos, podendo mesmo inibir a sua total eficácia, com consequências negativas para o organismo.

## Portugal
Trata-se de uma espécie presente no território português, nomeadamente em Portugal Continental, e na Galiza.
Em termos de naturalidade é nativa da região atrás indicada.

## Protecção
Não se encontra protegida por legislação portuguesa ou da Comunidade Europeia.